# 陳子升
陳子升（1614年—1692年），字喬生，號中洲。南海沙貝村（今廣州白雲區金沙街沙貝社區）人。
陳子壯之弟，明萬曆四十二年（1614年）出生，“善鼓琴，能吳歈，九宮十三調，曲盡其妙”，岭南琴曲《水东游》即其作品。永曆時以諸生授兵科給事中，在廣東九江起兵抗清。事敗後，陈子壮被佟養甲命人锯开身躯，陈子升携母匿藏深山。入清不仕，晚年貧困，出家于庐山。著有《中洲草堂詩》２３卷、《硯集》１卷等。